# Strychnos dinklagei
Strychnos dinklagei är en tvåhjärtbladig växtart som beskrevs av Ernest Friedrich Gilg. Strychnos dinklagei ingår i släktet Strychnos och familjen Loganiaceae. Inga underarter finns listade i Catalogue of Life.